# Харева къща
Харевата къща (на гръцки: Οικία Χάρη) е къща в град Лерин, Гърция.

## Местоположение
Къщата е разположена във Вароша (Вароси), на булевард „Елевтерия“ № 63 (стар номер 57), край река Сакулева.

## История
Изградена е в 1873 година от семейството на Наум Харис, който изразходва за строежа голяма сума - майсторите строители са от Цариград. По време на Първата световна война в 1916 - 1918 година къщата е използвана от френските войски. След войната, в 1919 година в двора на къщата е отворено първото кино в Лерин - лятното кино „Аполонас“ с ръчна филмова камера, закупена от френските части. Киното е поддържано от Настис, Христос Гунарис и Ипократис Досьос.
В 1994 година къщата е обявена за паметник на културата.

## Архитектура
Принадлежи към архитектурния тип на къщи с централен салон и повдигнат приземен етаж и мазе. Има северна ориентация към реката, но е ъглова и свободно разположена върху парцела и затова има голям брой отвори и от изток и запад. В центъра на основната фасада има триъгълен декоративен фронтон, типичен за къщите във Вароша. Също така типична за епохата е абсолютната симетрия, която характеризира къщата. Прозорците са симетрични както по плана на етажа, така и по височина.